# Dæmonen (Tivoli)
 For alternative betydninger, se Dæmonen. (Se også artikler, som begynder med Dæmonen)
Dæmonen er en forlystelse i Tivoli og hører inde under det amerikanske typeudtryk Floorless full circuit roller coaster. Der er tre inversions (steder hvor man har hovedet nedad) på banen, og der er ikke noget gulv i vognene, da det skulle give passagererne en mere vægtløs fornemmelse.
Dæmonen startede sin byggekonstruktion i september 2003, og blev indviet på Dronningens fødselsdag den 16. april 2004.

## Tekniske data
- højde: 28 meter
- længde: 564 meter
- hastighed: 77 km/t
- turens varighed: 106 sekunder[1]
- antal tog: 2 (seks vogne i hver)
- Antal passagerer: 24 per tog
- loop 1 – "klassisk loop" (max. g)
- loop 2 – "immelmann"
- loop 3 – "nul-g loop"
- højeste fald: 20 meter
- g-påvirkning: op til 4 G
- tons stål: 565 tons